# A Kecskeméti TE 2013–2014-es szezonja
Ez a szócikk a Kecskeméti TE 2013–2014-es szezonjáról szól, mely sorozatban és összességében is a 6. idénye a csapatnak a magyar első osztályban. A klub fennállásának ekkor volt a 102. évfordulója. A szezon 2013 júliusában kezdődött, és 2014 májusában ér majd véget.

## Átigazolások nyáron

### Érkezők
| #  |            | Poszt | Név                                             |
| -- | ---------- | ----- | ----------------------------------------------- |
| 11 | brazil     | KP    | Leo (Partizan, kölcsön)                         |
| 12 | magyar     | K     | Németh Viktor (Budaörs)                         |
| 15 | magyar     | V     | Gyagya Attila (Szolnoki MÁV, kölcsönből vissza) |
| 20 | Benin      | CS    | Sidoine Oussou (Vålerenga, kölcsön)             |
| 21 | magyar     | V     | Ludasi Martin (NB III-as keretből)              |
| 26 | magyar     | KP    | Csillag Dárius (Budapest Honvéd)                |
| 30 | Montenegró | KP    | Boris Bulajić (Celik Niksic)                    |
| 31 | szerb      | V     | Dejan Karan (FK Vojvodina)                      |
| 33 | magyar     | K     | Csala Róbert (NB III-as keretből)               |
| 37 | magyar     | KP    | Nagy Dániel (NB III-as keretből)                |
| 89 | magyar     | CS    | Faragó Béni (NB III-as keretből)                |
| 92 | magyar     | V     | Farkas András (Baja, kölcsönből vissza)         |
| 95 | magyar     | K     | Verebélyi Konrád (Budapest Honvéd)              |

### Távozók
| #  |             | Poszt | Név                                          |
| -- | ----------- | ----- | -------------------------------------------- |
| 9  | magyar      | CS    | Kovács Ádám (Nyíregyháza, kölcsönből vissza) |
| 11 | magyar      | KP    | Sós Márkó                                    |
| 18 | magyar      | KP    | Hullám Attila (Paksi FC)                     |
| 20 | Grúzia      | KP    | Givi Ioszeliani (SZK Szioni Bolniszi)        |
| 21 | El Salvador | CS    | Rafael Burgos (Győri ETO)                    |
| 22 | magyar      | KP    | Mohl Dávid (Pécsi MFC)                       |
| 26 | magyar      | KP    | Bertus Lajos (Puskás Akadémia)               |
| 27 | Kamerun     | KP    | Mbengono Andoa Yannick (Chainat)             |
| 28 | magyar      | V     | Vaskó Tamás (Videoton, kölcsönből vissza)    |
| 30 | Nigéria     | CS    | Eugène Salami (Teplice)                      |
| 33 | magyar      | K     | Ikotin Gábor                                 |
| 83 | magyar      | K     | Borszéki Csaba                               |
| 92 | Argentína   | KP    | Edgardo Díaz (Sportivo Desamparados)         |

## Statisztikák
Utolsó elszámolt mérkőzés dátuma: 2014. március 14.

### Kiírások
| Kiírás        | Statisztikák | Statisztikák | Statisztikák | Statisztikák | Statisztikák | Statisztikák | Kezdő forduló | Végső forduló/ helyezés | Mérkőzések dátumai | Mérkőzések dátumai |
| Kiírás        | M            | GY           | D            | V            | LG–KG        | GK           | Kezdő forduló | Végső forduló/ helyezés | Első               | Utolsó             |
| ------------- | ------------ | ------------ | ------------ | ------------ | ------------ | ------------ | ------------- | ----------------------- | ------------------ | ------------------ |
| OTP Bank Liga | 20           | 6            | 7            | 7            | 26–33        | –7           | —             |                         | 2013. 07. 28.      | 2014. 03. 14.      |
| Magyar kupa   | 3            | 1            | 0            | 2            | 4–6          | –3           | 4. forduló    | Nyolcaddöntő            | 2013. 10. 22.      | 2013. 12. 03.      |
| Ligakupa      | 8            | 3            | 1            | 4            | 14–23        | –9           | Csoportkör    | Nyolcaddöntő            | 2013. 09. 04.      | 2014. 03. 04.      |

## OTP Bank Liga

### Mérkőzések
| 1. forduló 2013. július 28. 18:30 |

| Kecskeméti TE                                      | 3 – 1               | Budapest Honvéd                                                |
| -------------------------------------------------- | ------------------- | -------------------------------------------------------------- |
| Bulajić 7' Leo 66' Oussou 90+2' Póti 13' Savić 57' | (1 – 0) Jegyzőkönyv | Vécsei 90+1' Testardi 9' Hidi 72' Alcibiade 82' Ignjatović 86' |

| Széktói Stadion, Kecskemét Nézőszám: 3 000 Játékvezető: Solymosi Péter (magyar) |

| 2. forduló 2013. augusztus 3. 19:00 |

| Kaposvári Rákóczi        | 1 – 2               | Kecskeméti TE                                   |
| ------------------------ | ------------------- | ----------------------------------------------- |
| Petrache 21' Jánvári 63' | (1 – 2) Jegyzőkönyv | Mogyorósi 6' Forró 33' Vukasovic 23' Rajczi 89' |

| Rákóczi Stadion, Kaposvár Nézőszám: 1 500 Játékvezető: Erdős József (magyar) |

| 3. forduló 2013. augusztus 10. 16:30 |

| Kecskeméti TE                                                                     | 2 – 6               | Mezőkövesd–Zsóry                                                                                      |
| --------------------------------------------------------------------------------- | ------------------- | --- |
| Rajczi 42' (11-esből) Koszó 55' Mogyorósi 5' Savić 18' Póti 20′ Patvaros 47′, 73′ | (1 – 4) Jegyzőkönyv | Szalai 13' 40' Melczer 21' (11-esből) Balajti 26' Bognár 47' Menougong 70' Olasz 88' Hegedűs 55′, 81′ |

| Széktói Stadion, Kecskemét Nézőszám: 3 000 Játékvezető: Farkas Ádám (magyar) |

| 4. forduló 2013. augusztus 17. 16:30 |

| Diósgyőr                             | 1 – 1               | Kecskeméti TE            |
| ------------------------------------ | ------------------- | ------------------------ |
| Barczi 15' Takács 65' Alves 26′, 80′ | (1 – 0) Jegyzőkönyv | Rajczi 73' 36' Varga 36' |

| DVTK-stadion, Miskolc Nézőszám: 4 500 Játékvezető: Andó-Szabó Sándor (magyar) |

| 5. forduló 2013. augusztus 23. 19:00 |

| Kecskeméti TE                            | 1 – 1               | Haladás                                                           |
| ---------------------------------------- | ------------------- | ----------------------------------------------------------------- |
| Forró 26' 73' Rajczi 31' Mogyorósi 90+2' | (1 – 0) Jegyzőkönyv | Fehér 49' Iszlai 14' Devecseri 17' Nagy 20' Gyurján 86' Ugrai 88' |

| Széktói Stadion, Kecskemét Nézőszám: 2 000 Játékvezető: Szabó Zsolt (magyar) |

| 6. forduló 2013. augusztus 31. 19:00 |

| Ferencváros                                      | 1 – 0               | Kecskeméti TE      |
| ------------------------------------------------ | ------------------- | ------------------ |
| Diallo 3' Adams 26' Bešić 39' Čukić 42' Böde 86' | (1 – 0) Jegyzőkönyv | Póti 51' Savić 56' |

| Puskás Ferenc Stadion, Budapest Nézőszám: 6 000 Játékvezető: Andó-Szabó Sándor (magyar) |

| 7. forduló 2013. szeptember 14. 19:00 |

| Kecskeméti TE               | 2 – 5               | Pécsi MFC                                                  |
| --------------------------- | ------------------- | ---------------------------------------------------------- |
| Savić 9' Leo 22' (11-esből) | (2 – 2) Jegyzőkönyv | Uzoma 42' Romić 45' Mohl 50' Márkvárt 82' Pölöskey 85' 89' |

| Széktói Stadion, Kecskemét Nézőszám: 500 Játékvezető: Becséri Dániel (magyar) |

| 8. forduló 2013. szeptember 21. 20:00 |

| Videoton    | 1 – 0               | Kecskeméti TE                       |
| ----------- | ------------------- | ----------------------------------- |
| Zé Luis 79' | (0 – 0) Jegyzőkönyv | Bulajić 11' Barry 13' Mogyorósi 77' |

| Sóstói Stadion, Székesfehérvár Nézőszám: 3 000 Játékvezető: Solymosi Péter (magyar) |

| 9. forduló 2013. szeptember 28. 20:00 |

| Kecskeméti TE       | 1 – 0               | Győri ETO               |
| ------------------- | ------------------- | ----------------------- |
| Savić 55' Antal 90' | (0 – 0) Jegyzőkönyv | Wolfe 49' Trajković 76' |

| Széktói Stadion, Kecskemét Nézőszám: 700 Játékvezető: Vad II. István (magyar) |

| 10. forduló 2013. október 5. 18:00 |

| MTK Budapest                       | 2 – 2               | Kecskeméti TE                                                             |
| ---------------------------------- | ------------------- | ------------------------------------------------------------------------- |
| Fejes 20' 38' Batik 84' Vukmir 82' | (1 – 0) Jegyzőkönyv | Savić 63' Nagy 73' Antal 17' Forró 26' Karan 66' Póti 72' Vukasovic 90+2' |

| Hidegkuti Nándor Stadion, Budapest Nézőszám: 1 200 Játékvezető: Szabó Zsolt (magyar) |

| 11. forduló 2013. október 19. 16:00 |

| Kecskeméti TE         | 0 – 3               | Debreceni VSC                                                    |
| --------------------- | ------------------- | ---------------------------------------------------------------- |
| Gyagya 57' Balázs 73' | (0 – 2) Jegyzőkönyv | Kulcsár 32' Bouadla 45' Korhut 80' Zsidai 11' Lázár 22' Bódi 24′ |

| Széktói Stadion, Kecskemét Nézőszám: 2 000 Játékvezető: Andó-Szabó Sándor (magyar) |

| 12. forduló 2013. október 26. 18:00 |

| Kecskeméti TE                                       | 3 – 1               | Paksi FC                                            |
| --------------------------------------------------- | ------------------- | --------------------------------------------------- |
| Gyagya 26' Póti 33' 27' Vukasovic 59' 65' Karan 76' | (2 – 1) Jegyzőkönyv | Nagy 7' Horváth 35' Fiola 44' Kovács 56' Bori 90+3' |

| Széktói Stadion, Kecskemét Nézőszám: 1 323 Játékvezető: Németh Ádám (magyar) |

| 13. forduló 2013. november 1. 19:00 |

| Lombard Pápa                        | 3 – 1               | Kecskeméti TE                        |
| ----------------------------------- | ------------------- | ------------------------------------ |
| Arsić 22' 52' Kenesei 49' Orosz 81' | (1 – 1) Jegyzőkönyv | Balázs 37' Karan 41' Farkas 18′, 45′ |

| Perutz Stadion, Pápa Nézőszám: 1 500 Játékvezető: Farkas Ádám (magyar) |

| 14. forduló 2013. november 10. 18:30 |

| Kecskeméti TE       | 1 – 1               | Újpest                                   |
| ------------------- | ------------------- | ---------------------------------------- |
| Balázs 9' Karan 42' | (1 – 1) Jegyzőkönyv | Vukasovic 3' (öngól) Vasiljević 45′, 47′ |

| Széktói Stadion, Kecskemét Nézőszám: 1 852 Játékvezető: Bognár Tamás (magyar) |

| 15. forduló 2013. november 22. 19:00 |

| Puskás Akadémia                             | 2 – 2               | Kecskeméti TE                               |
| ------------------------------------------- | ------------------- | ------------------------------------------- |
| Haraszti 16' Gallardo 46' 24' Vaszicsku 34' | (1 – 0) Jegyzőkönyv | Gréczi 75' Barry 80' Vukasovic 36' Nagy 90' |

| Sóstói Stadion, Székesfehérvár Nézőszám: 100 Játékvezető: Solymosi Péter (magyar) |

| 16. forduló 2013. november 29. 19:00 |

| Budapest Honvéd                        | 1 – 1                         | Kecskeméti TE                                    |
| -------------------------------------- | ----------------------------- | ------------------------------------------------ |
| Holender 90+5' Alcibiade 73' Job 90+3' | (0 – 0) Jegyzőkönyv Részletek | Gréczi 77' 25' Patvaros 55' Varga 65' Balázs 87' |

| Bozsik József Stadion, Budapest Nézőszám: 1 000 Játékvezető: Becséri Dániel (magyar) |

| 17. forduló 2013. december 7. 16:00 |

| Kecskeméti TE                                      | 2 – 1               | Kaposvári Rákóczi                                                 |
| -------------------------------------------------- | ------------------- | ----------------------------------------------------------------- |
| Kovács 1' (öngól) Gréczi 21' Patvaros 52' Nagy 77' | (2 – 1) Jegyzőkönyv | Thian 38' Zámbó 8' Kovács 51' Petrache 78' Coroian 80' Földes 85' |

| Széktói Stadion, Kecskemét Nézőszám: 300 Játékvezető: Becséri Dániel (magyar) |

| 18. forduló 2014. március 1. 20:00 |

| Mezőkövesd–Zsóry                    | 0 – 1               | Kecskeméti TE         |
| ----------------------------------- | ------------------- | --------------------- |
| Horváth 45' Velicky 45' Hegedűs 53' | (0 – 0) Jegyzőkönyv | Ndiaye 70' Gréczi 59' |

| Városi stadion, Mezőkövesd Játékvezető: Iványi Zoltán (magyar) |

| 19. forduló 2014. március 8. 14:00 |

| Kecskeméti TE          | 1 – 1                         | Diósgyőr                                               |
| ---------------------- | ----------------------------- | ------------------------------------------------------ |
| Varga 63' 58' Póti 16' | (0 – 1) Jegyzőkönyv Részletek | Futács 16' (11-esből) 53' Elek 82' Gohér 86' Kádár 86′ |

| Széktói Stadion, Kecskemét Nézőszám: 2 311 Játékvezető: Németh Ádám (magyar) |

| 20. forduló 2014. március 14. 17:00 |

| Haladás                                       | 1 – 0                         | Kecskeméti TE                  |
| --------------------------------------------- | ----------------------------- | ------------------------------ |
| Gyurján 55' Simon 19' Halmosi 72' Guzmics 86' | (0 – 0) Jegyzőkönyv Részletek | Karan 18' Szalai 31' Forró 68' |

| Rohonci úti stadion, Szombathely Nézőszám: 2 300 Játékvezető: Becséri Dániel (magyar) |

| 26. forduló 2014. április 26. 18:00 |

| Debreceni VSC                                                    | 5 – 0               | Kecskeméti TE                                  |
| ---------------------------------------------------------------- | ------------------- | ---------------------------------------------- |
| Sidibe 28' 37' Mihelič 75' Kulcsár 82' 83' Lázár 16' Brković 25' | (2 – 0) Jegyzőkönyv | Savić 19' Pavićević 23' Forró 72' Patvaros 73′ |

| Oláh Gábor utca, Debrecen Nézőszám: 7 500 Játékvezető: Iványi Zoltán (magyar) |

### A bajnokság végeredménye
| #   | Csapat                 | M  | GY | D  | V  | G+ – G– | GK  | P  | Megjegyzések                                   |
| --- | ---------------------- | -- | -- | -- | -- | ------- | --- | -- | ---------------------------------------------- |
| 1.  | DVSC–TEVA (B)          | 30 | 18 | 8  | 4  | 66–33   | +33 | 62 | 2014–2015-ös Bajnokok Ligája – 2. selejtezőkör |
| 2.  | Győri ETO FC CV (I)    | 30 | 18 | 8  | 4  | 58–32   | +26 | 62 | 2014–2015-ös Európa-liga – 2. selejtezőkör     |
| 3.  | Ferencvárosi TC (I)    | 30 | 17 | 6  | 7  | 47–33   | +14 | 57 | 2014–2015-ös Európa-liga – 1. selejtezőkör     |
| 4.  | Videoton FC            | 30 | 15 | 8  | 7  | 52–31   | +21 | 53 |                                                |
| 5.  | Diósgyőri VTK (I)      | 30 | 12 | 11 | 7  | 45–38   | +7  | 47 | 2014–2015-ös Európa-liga – 1. selejtezőkör     |
| 6.  | Szombathelyi Haladás   | 30 | 12 | 10 | 8  | 37–31   | +6  | 46 |                                                |
| 7.  | Pécsi MFC–Matias       | 30 | 12 | 9  | 9  | 41–38   | +3  | 45 |                                                |
| 8.  | MTK Budapest FC        | 30 | 11 | 7  | 12 | 42–36   | +6  | 40 |                                                |
| 9.  | Budapest Honvéd FC     | 30 | 10 | 6  | 14 | 37–39   | −2  | 36 |                                                |
| 10. | Kecskeméti TE          | 30 | 9  | 9  | 12 | 36–51   | −15 | 36 |                                                |
| 11. | MVM–Paks               | 30 | 8  | 10 | 12 | 39–42   | −3  | 34 |                                                |
| 12. | Lombard Pápa Termál FC | 30 | 9  | 6  | 15 | 32–50   | −18 | 33 |                                                |
| 13. | Újpest FC (KGY)        | 30 | 8  | 8  | 14 | 46–51   | −5  | 32 |                                                |
| 14. | Puskás Akadémia FC Ú   | 30 | 8  | 7  | 15 | 36–51   | −15 | 31 |                                                |
| 15. | Mezőkövesd-Zsóry FC Ú  | 30 | 6  | 6  | 18 | 27–52   | −25 | 24 | NB II                                          |
| 16. | Kaposvári Rákóczi FC   | 30 | 4  | 7  | 19 | 21–54   | −33 | 19 | NB II                                          |

Utolsó frissítés: 2014. június 1. 
Forrás: MLSZ adatbank 
A rangsorolás alapszabályai: 1. összpontszám, 2. győzelmek száma, 3. gólkülönbség, 4. szerzett gólok száma, 5. egymás elleni eredmények összpontszáma,  6. egymás elleni eredmények gólkülönbsége, 7. egymás elleni eredmények szerzett góljainak száma, 8. egymás elleni eredmények idegenben szerzett góljainak száma.
(B): Bajnokcsapat, (K): Kieső csapat, (F): Feljutó csapat, (I): Kupainduló, (R): A rájátszás győztese, (KGY): Kupagyőztes

### Eredmények összesítése
Az alábbi táblázatban összesítve szerepelnek a Kecskeméti TE 2013/14-es bajnokságban elért eredményei.
| Ősz/tavasz (forduló)    | Otthon | Otthon | Otthon | Otthon | Otthon | Otthon | Otthon | Idegenben | Idegenben | Idegenben | Idegenben | Idegenben | Idegenben | Idegenben |
| Ősz/tavasz (forduló)    | M      | GY     | D      | V      | LG–KG  | GK     | P      | M         | GY        | D         | V         | LG–KG     | GK        | P         |
| ----------------------- | ------ | ------ | ------ | ------ | ------ | ------ | ------ | --------- | --------- | --------- | --------- | --------- | --------- | --------- |
| Őszi szezon (1–17.)     | 9      | 4      | 2      | 3      | 15–19  | –4     | 14     | 8         | 1         | 4         | 3         | 9–12      | –3        | 7         |
| Tavaszi szezon (18–30.) | 1      | 0      | 1      | 0      | 1–1    | 0      | 1      | 2         | 1         | 0         | 1         | 1–1       | 0         | 3         |
| Összesen (1–30.)        | 10     | 4      | 3      | 3      | 16–20  | –4     | 15     | 10        | 2         | 4         | 4         | 10–13     | –3        | 10        |

### Helyezések fordulónként
| Forduló  | 1  | 2  | 3 | 4 | 5 | 6  | 7  | 8  | 9  | 10 | 11 | 12 | 13 | 14 | 15 | 16 | 17 | 18 | 19 | 20 | 21 | 22 | 23 | 24 | 25 | 26 | 27 | 28 | 29 | 30 |
| -------- | -- | -- | - | - | - | -- | -- | -- | -- | -- | -- | -- | -- | -- | -- | -- | -- | -- | -- | -- | -- | -- | -- | -- | -- | -- | -- | -- | -- | -- |
| Helyszín | O  | I  | O | I | O | I  | O  | I  | O  | I  | O  | O  | I  | O  | I  | I  | O  | I  | O  | I  |    |    |    |    |    |    |    |    |    |    |
| Eredmény | GY | GY | V | D | D | V  | V  | V  | GY | D  | V  | GY | V  | D  | D  | D  | GY | GY | D  | V  |    |    |    |    |    |    |    |    |    |    |
| Helyezés | 3  | 3  | 6 | 6 | 7 | 10 | 13 | 13 | 11 | 10 | 10 | 9  | 11 | 10 | 11 | 11 | 11 | 10 | 10 | 11 |    |    |    |    |    |    |    |    |    |    |

Helyszín: O = Otthon; I = Idegenben. Eredmény: GY = Győzelem; D = Döntetlen; V = Vereség.

## Magyar kupa
4. forduló
| 2013. október 22. 13:30 |

| Puskás Akadémia | 3 – 4 (h. u.)       | Kecskeméti TE            |
| --------------- | ------------------- | ------------------------ |
| Haraszti 89'    | (0 – 0) Jegyzőkönyv | Gréczi 11' Vukasovic 87' |

| Sóstói Stadion, Székesfehérvár Nézőszám: 80 Játékvezető: Oláh Gábor (magyar) |

- Büntetőrúgások után alakult ki a végeredmény.

Nyolcaddöntő
| 2013. november 26. 17:00 |

| Kecskeméti TE             | 0 – 3               | MTK Budapest                              |
| ------------------------- | ------------------- | ----------------------------------------- |
| Vukasovic 68' Antal 90+2' | (0 – 0) Jegyzőkönyv | Vass 48' Horváth 63' Kanta 90+2' Baki 26' |

| Széktói Stadion, Kecskemét Nézőszám: 200 Játékvezető: Kassai Viktor (magyar) |

| 2013. december 3. 17:30 |

| MTK Budapest        | 1 – 0               | Kecskeméti TE |
| ------------------- | ------------------- | ------------- |
| Kanta 63' Fejes 75' | (0 – 0) Jegyzőkönyv |               |

| Hidegkuti Nándor Stadion, Budapest Nézőszám: 100 Játékvezető: Németh Ádám (magyar) |

## Ligakupa

### Csoportkör (C csoport)
| 1. forduló 2013. szeptember 4. 19:00 |

| Békéscsaba 1912 Előre                                                        | 3 – 3               | Kecskeméti TE                                            |
| ---------------------------------------------------------------------------- | ------------------- | -------------------------------------------------------- |
| Pozsár 2' 68' Pantović 11' 54' Király 24' Albert 66' Horváth 69' Kiprich 87′ | (2 – 2) Jegyzőkönyv | Balázs 25' 67' Pekár 34' Gyagya 50' Karan 68' Farkas 80' |

| Kórház utcai stadion, Békéscsaba Nézőszám: 300 Játékvezető: Karakó Ferenc (magyar) |

| 2. forduló 2013. szeptember 11. 18:00 |

| Kecskeméti TE                           | 2 – 1               | Újpest                           |
| --------------------------------------- | ------------------- | -------------------------------- |
| Pekár 47' Nagy 64' Koszó 66' Gréczi 81' | (0 – 0) Jegyzőkönyv | Simon 49' Suljić 26' Eninful 53′ |

| Széktói Stadion, Kecskemét Nézőszám: 200 Játékvezető: Takács János (magyar) |

| 3. forduló 2013. október 9. 16:00 |

| Kecskeméti TE                                 | 4 – 2               | Szolnoki MÁV                                                      |
| --------------------------------------------- | ------------------- | ----------------------------------------------------------------- |
| Vukasovic 40' Póti 42' Balázs 82' Barry 90+3' | (2 – 0) Jegyzőkönyv | Szepessy 59' Máté 73' Zvara 63' Bohner 77' Lengyel 89' Balogh 89′ |

| Széktói Stadion, Kecskemét Nézőszám: 200 Játékvezető: Lovas László (magyar) |

| 4. forduló 2013. október 16. 17:00 |

| Szolnoki MÁV                                                    | 5 – 2               | Kecskeméti TE                                          |
| --------------------------------------------------------------- | ------------------- | ------------------------------------------------------ |
| Magos 3' Papizsanszkij 43' Bohner 61' Antal 66' 90+2' Zvara 64' | (2 – 2) Jegyzőkönyv | Balázs 17' Leo 33' Póti 66' Ebala 74' Sutus-Juhász 80' |

| Tiszaligeti stadion, Szolnok Nézőszám: 100 Játékvezető: Takács János (magyar) |

| 5. forduló 2013. november 13. 18:00 |

| Újpest                                                        | 1 – 2               | Kecskeméti TE |
| ------------------------------------------------------------- | ------------------- | ------------- |
| Horváth 37' 42' Nego 57' Sanković 69' Vasiljević 79' Bősz 84' | (1 – 1) Jegyzőkönyv | Pekár 5' 84'  |

| Szusza Ferenc Stadion, Budapest Nézőszám: 200 Játékvezető: Varga László (magyar) |

| 6. forduló 2013. november 19. 14:00 |

| Kecskeméti TE          | 0 – 2               | Békéscsaba 1912 Előre                                  |
| ---------------------- | ------------------- | ------------------------------------------------------ |
| Virágh 70' Bulajić 82' | (0 – 2) Jegyzőkönyv | Tölgyesi 7' Pozsár 36' Mészáros 44' Lucas 48' Soós 66' |

| Széktói Stadion, Kecskemét Nézőszám: 200 Játékvezető: Gaál Gyöngyi (magyar) |

### A C csoport végeredménye
| Csapat       | M | Gy | D | V | G+ | G– | Gk | P  |
| ------------ | - | -- | - | - | -- | -- | -- | -- |
| Szolnoki MÁV | 6 | 3  | 1 | 2 | 15 | 10 | +5 | 10 |
| Kecskemét    | 6 | 3  | 1 | 2 | 13 | 14 | –1 | 10 |
| Újpest       | 6 | 1  | 3 | 2 | 9  | 9  | 0  | 6  |
| Békéscsaba   | 6 | 1  | 3 | 2 | 8  | 12 | –4 | 6  |

### Nyolcaddöntő
| Első mérkőzés 2014. február 22. 13:00 |

| Kecskeméti TE                | 1 – 5               | Lombard Pápa                                                                       |
| ---------------------------- | ------------------- | ---------------------------------------------------------------------------------- |
| Balázs 76' Varga 4' Nagy 35' | (0 – 3) Jegyzőkönyv | Kenesei 5' 40' 9' Tóth G. 34' 47' Orosz 78' 88' Tajthy 7' Király 38' Présinger 52' |

| Széktói Stadion, Kecskemét Nézőszám: 200 Játékvezető: Takács János (magyar) |

| Visszavágó 2014. március 4. 16:00 |

| Lombard Pápa                                                    | 4 – 0               | Kecskeméti TE        |
| --------------------------------------------------------------- | ------------------- | -------------------- |
| Tóth G. 12' Griffiths 39' Kulcsár 44' 84' Arsić 77' Venczel 90' | (3 – 0) Jegyzőkönyv | Touré 32' Gyagya 85' |

| Perutz Stadion, Pápa Játékvezető: Böcskei Balázs (magyar) |

## Felkészülési mérkőzések

### Nyár
| 2013. június 29. 16:00 |

| Bölcske | 2 – 14              | Kecskeméti TE                                    |
| ------- | ------------------- | ------------------------------------------------ |
|         | (2 – 4) Jegyzőkönyv | Balázs Rajczi Yannick Koszó Csillag Csima Kalmár |

| Városi Sporttelep, Bölcske Nézőszám: 150 |

| 2013. július 1. |

| Sparta Praha                              | 3 – 1               | Kecskeméti TE         |
| ----------------------------------------- | ------------------- | --------------------- |
| Kadeřábek 78' Matějovský 86' Lafata 90+1' | (0 – 0) Jegyzőkönyv | Rajczi 56' (11-esből) |

| Vorderweißenbach, Ausztria Nézőszám: 50 |

| 2013. július 7. |

| Debreceni VSC | 1 – 3               | Kecskeméti TE                   |
| ------------- | ------------------- | ------------------------------- |
| Horváth 27'   | (1 – 2) Jegyzőkönyv | Balázs 17' Karan 45' Rajczi 82' |

| Debrecen-Pallag, Debrecen Nézőszám: 300 Játékvezető: Karakó Ferenc (magyar) |

| 2013. július 10. |

| Kecskeméti TE | 1 – 2               | Kozármisleny SE        |
| ------------- | ------------------- | ---------------------- |
| Rajczi 40'    | (1 – 2) Jegyzőkönyv | Turi 44' Vituska 45+3' |

| Széktói Stadion, Kecskemét Nézőszám: 500 |

| 2013. július 13. |

| Kecskeméti TE | 0 – 2               | Spartak Zlatibor voda |
| ------------- | ------------------- | --------------------- |
|               | (0 – 2) Jegyzőkönyv |                       |

| Széktói Stadion, Kecskemét Nézőszám: 500 |

| 2013. július 17. |

| Kecskeméti TE                    | 3 – 1               | Ceglédi VSE  |
| -------------------------------- | ------------------- | ------------ |
| Mogyorósi 44' Leo 51' Gréczi 90' | (2 – 0) Jegyzőkönyv | Horváth 115' |

| Széktói Stadion, Kecskemét Nézőszám: 200 |

| 2013. július 20. |

| Kecskeméti TE | 2 – 0               | Békéscsaba 1912 Előre |
| ------------- | ------------------- | --------------------- |
| Leo Oussou    | (1 – 0) Jegyzőkönyv |                       |

| Széktói Stadion, Kecskemét Nézőszám: 700 Játékvezető: Brezovai (magyar) |